# Diadegma agile
Diadegma agile là một loài tò vò trong họ Ichneumonidae.